# René Eijkelkamp
René Antonius Maria Eijkelkamp (ur. 6 kwietnia 1964 w Dalfsen) – holenderski piłkarz grający na pozycji napastnika. W reprezentacji Holandii rozegrał 6 meczów.

## Kariera klubowa
Karierę piłkarską Eijkelkamp rozpoczął w klubie Go Ahead Eagles z miasta Deventer. W 1981 roku awansował do kadry pierwszej drużyny. 8 listopada 1981 zadebiutował w Eredivisie w przegranym 1:4 wyjazdowym meczu z Ajaksem Amsterdam. 11 listopada tamtego roku, w swoim drugim występie w Go Ahead, w meczu z FC Den Haag (3:0) strzelił swojego pierwszego ligowego gola. W Go Ahead grał do końca sezonu 1985/1986.
W 1986 roku Eijkelkamp przeszedł z Go Ahead Eagles do FC Groningen, w którym swój debiut zanotował 17 sierpnia 1986 w wygranym 4:0 wyjazdowym meczu z AZ Alkmaar. Piłkarzem Groningen był przez 4 sezony.
W 1990 roku Eijkelkamp został piłkarzem belgijskiego KV Mechelen, w którym przez 3 lata występował w linii ataku z Belgiem Francisem Severeynsem i Szwedem Kennetem Anderssonem. W 1993 roku przeszedł do innego klubu Eerste Klasse, Club Brugge. W 1994 roku zdobył z Brugge Superpuchar Belgii, a w 1995 roku – Puchar Belgii.
W 1995 roku Eijkelkamp wrócił do Holandii i został piłkarzem PSV Eindhoven. Swoje pierwsze ligowe spotkanie w tym klubie rozegrał 18 sierpnia 1995 przeciwko Fortunie Sittard (3:1). Przez 2 lata gry w PSV został mistrzem kraju w 1997 roku, zdobył Puchar Holandii w 1996 roku i dwukrotnie Superpuchar Holandii (1996, 1997).
Latem 1997 Eijkelkamp podpisał kontrakt z niemieckim FC Schalke 04. W Bundeslidze zadebiutował 1 sierpnia 1997 w wygranym 2:1 domowym meczu z Bayerem 04 Leverkusen. W Schalke grał przez 2 lata, a w 1999 roku zakończył karierę piłkarską.
| Sezon   | Klub            | Kraj     | Rozgrywki     | Mecze | Bramki |
| ------- | --------------- | -------- | ------------- | ----- | ------ |
| 1981/82 | Go Ahead Eagles | Holandia | Eredivisie    | 18    | 6      |
| 1982/83 | Go Ahead Eagles | Holandia | Eredivisie    | 27    | 5      |
| 1983/84 | Go Ahead Eagles | Holandia | Eredivisie    | 17    | 4      |
| 1984/85 | Go Ahead Eagles | Holandia | Eredivisie    | 23    | 4      |
| 1985/86 | Go Ahead Eagles | Holandia | Eredivisie    | 31    | 9      |
| 1986/87 | FC Groningen    | Holandia | Eredivisie    | 25    | 5      |
| 1987/88 | FC Groningen    | Holandia | Eredivisie    | 19    | 4      |
| 1988/89 | FC Groningen    | Holandia | Eredivisie    | 30    | 15     |
| 1989/90 | FC Groningen    | Holandia | Eredivisie    | 32    | 15     |
| 1990/91 | KV Mechelen     | Belgia   | Eerste Klasse | 29    | 6      |
| 1991/92 | KV Mechelen     | Belgia   | Eerste Klasse | 31    | 13     |
| 1992/93 | KV Mechelen     | Belgia   | Eerste Klasse | 33    | 9      |
| 1993/94 | Club Brugge     | Belgia   | Eerste Klasse | 24    | 3      |
| 1994/95 | Club Brugge     | Belgia   | Eerste Klasse | 27    | 10     |
| 1995/96 | PSV Eindhoven   | Holandia | Eredivisie    | 30    | 9      |
| 1996/97 | PSV Eindhoven   | Holandia | Eredivisie    | 14    | 3      |
| 1997/98 | FC Schalke 04   | Niemcy   | Bundesliga    | 29    | 1      |
| 1998/99 | FC Schalke 04   | Niemcy   | Bundesliga    | 15    | 5      |

## Kariera reprezentacyjna
W reprezentacji Holandii Eijkelkamp zadebiutował 16 listopada 1988 roku w przegranym 0:1 towarzyskim spotkaniu z Włochami. Od 1988 do 1995 roku wystąpił w kadrze narodowej 6 razy.
| Mecze i gole w reprezentacji | Mecze i gole w reprezentacji | Mecze i gole w reprezentacji | Mecze i gole w reprezentacji | Mecze i gole w reprezentacji | Mecze i gole w reprezentacji | Mecze i gole w reprezentacji |
| #                            | Data                         | Stadion                      | Rywal                        | Wynik                        | Gol                          | Rozgrywki                    |
| 1988                         | 1988                         | 1988                         | 1988                         | 1988                         | 1988                         | 1988                         |
| ---------------------------- | ---------------------------- | ---------------------------- | ---------------------------- | ---------------------------- | ---------------------------- | ---------------------------- |
| 1.                           | 16.11.1988                   | Rzym, Włochy                 | Włochy                       | 0:1                          | 0                            | towarzyski                   |
| 1989                         |                              |                              |                              |                              |                              |                              |
| 2.                           | 04.01.1989                   | Ramat Gan, Izrael            | Izrael                       | 2:0                          | 0                            | towarzyski                   |
| 3.                           | 26.04.1989                   | Rotterdam, Holandia          | RFN                          | 1:1                          | 0                            | el. MŚ 1990                  |
| 1990                         |                              |                              |                              |                              |                              |                              |
| 4.                           | 28.03.1990                   | Kijów, Związek Radziecki     | ZSRR                         | 1:2                          | 0                            | towarzyski                   |
| 1993                         |                              |                              |                              |                              |                              |                              |
| 5.                           | 24.03.1993                   | Utrecht, Holandia            | San Marino                   | 6:0                          | 0                            | el. MŚ 1994                  |
| 1995                         |                              |                              |                              |                              |                              |                              |
| 6.                           | 06.09.1995                   | Rotterdam, Holandia          | Białoruś                     | 1:0                          | 0                            | el. ME 1996                  |